# 스기모토 덴쇼
스기모토 덴쇼(일본어: 杉本天昇, 1998년 7월 20일 - )는 일본의 남자 프로 농구 선수이다. 포지션은 슈팅 가드이다. 아키타현아키타시 출신. 신장186cm, 체중 86kg.

## 갤러리

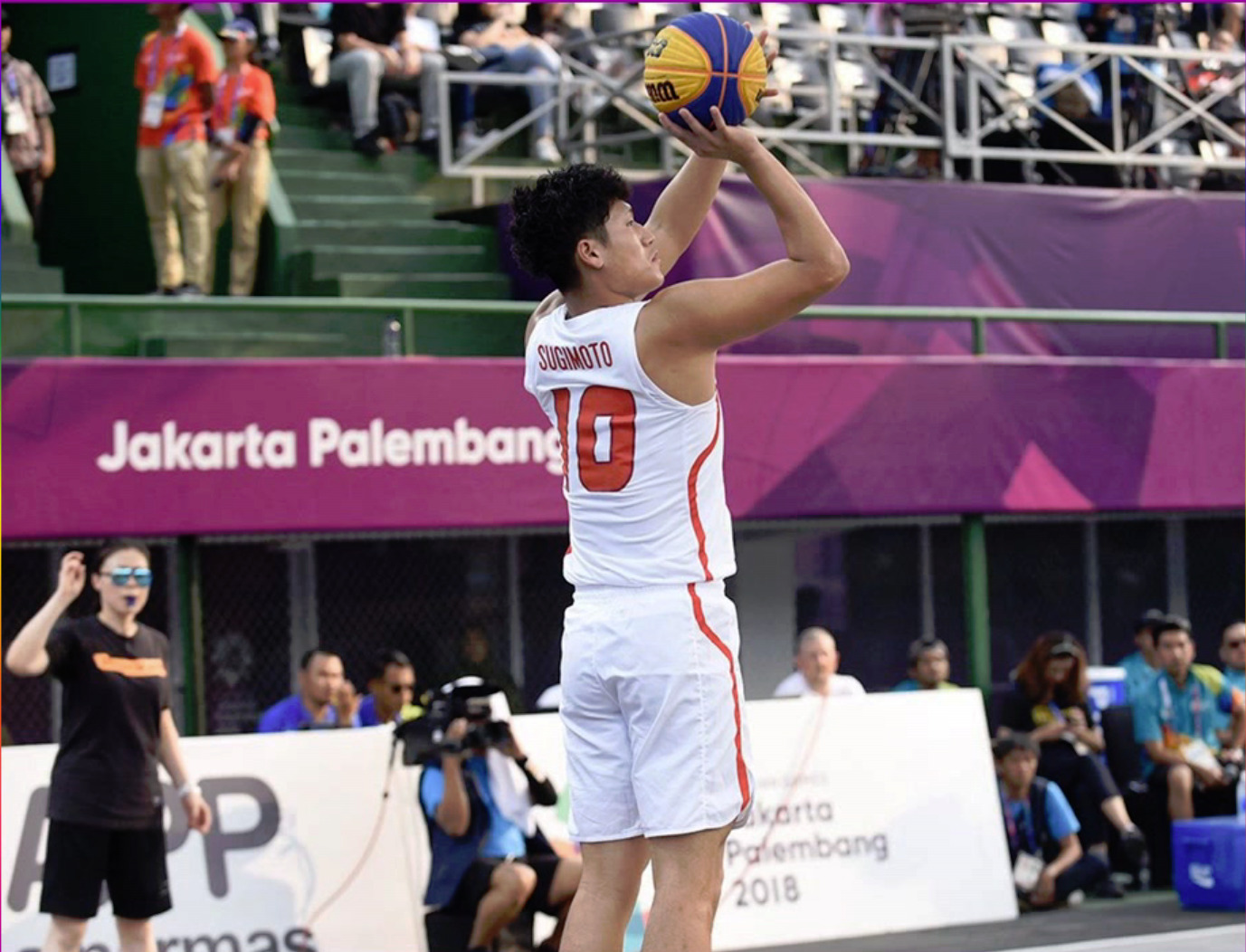
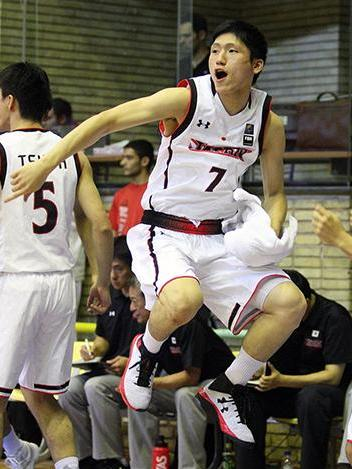
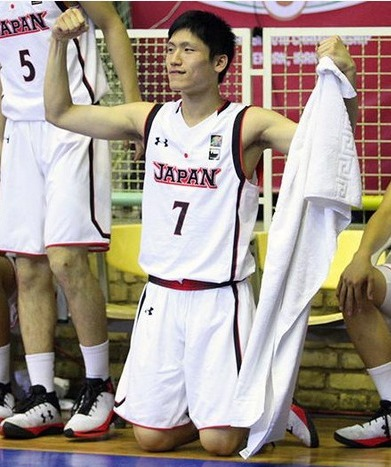
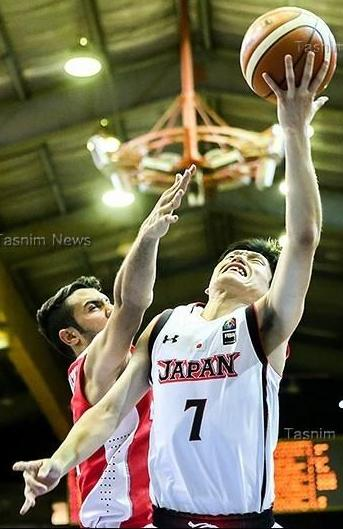
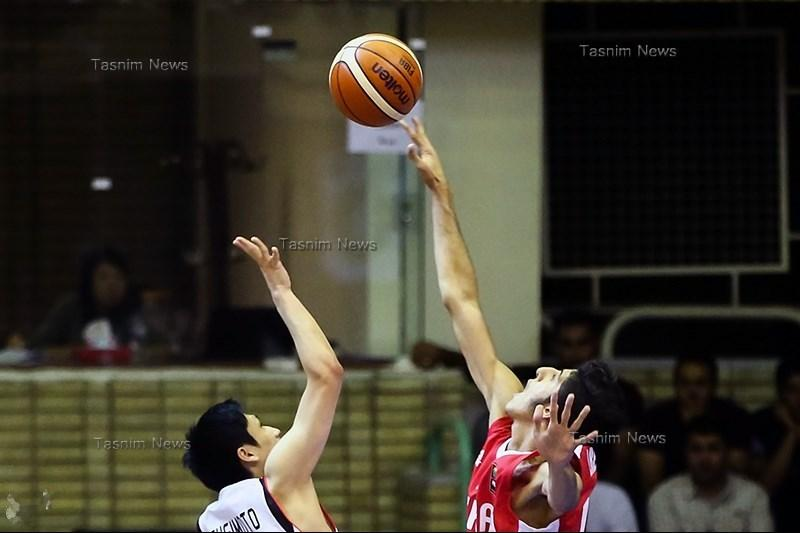
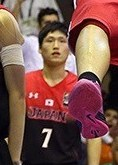
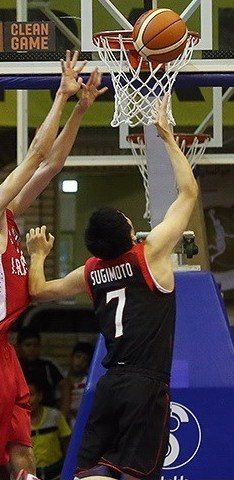
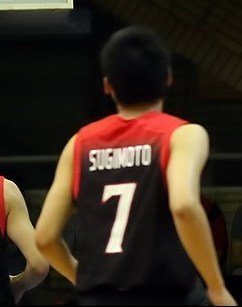
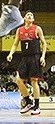
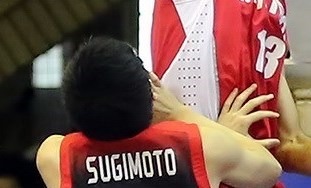
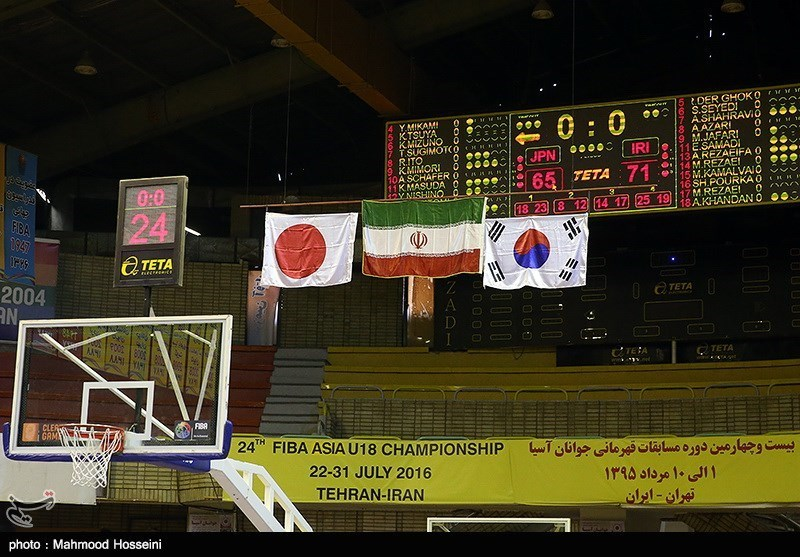